# أديلهايد بوب
أديلهايد بوب (عائلتها: دفورشاك; 11 فبراير 1869 - 7 مارس 1939) كانت ناشطة نمساوية في ميدان النسوية والاشتراكية. عملت صحفية وسياسية.

## نشأتها
ولدت أديلهايد دفورشاك في 11 فبراير 1869 لأسرة فقيرة من الطبقة العاملة في إنزرسدورف، فيينا، النمسا (التي أصبحت جزءًا من ليزينج اليوم). بقي خمسة أطفال على قيد الحياة من أصل خمسة عشرة طفلًا، وكانت أديلهايد الأصغر بينهم. كانت والدتها امرأة كاثوليكية تقليدية. كان والدها، أدالبرت، حائكًا، وعانى من إدمان الكحول. نشأت أديلهايد في بيئة قاسية، وعندما بلغت السادسة من عمرها توفي والدها بسبب السرطان، مما ترك العائلة أشد فقرًا مما كانت عليه بالفعل. حصلت على ثلاث سنوات من التعليم الرسمي، لكنها كانت غالبًا غائبة بسبب أمراض العائلة. كانت والدتها أمية غير قادرة على كتابة رسائل غياب لأديلهايد، مما تسبب في حبسها عدة ساعات. اضطرت لترك المدرسة عندما بلغت سن العاشرة لمساعدة عائلتها. عملت مؤقتًا خادمة منزلية، وتلميذة خياطة تحيك المناديل، وأخيرًا عاملة في مصنع.
في منتصف الثمانينيات من القرن التاسع عشر، بدأت دفورشاك تبدي اهتمامًا بالسياسة. عرفها صديق أخيها على الحركة الاجتماعية لطبقة العمال والصحف والأدب الديمقراطي الاجتماعي. قرأت عن شمولية الفقر وكونه نتيجة لمجتمع غير عادل. كانت ظروف حياة العائلات العاملة ذات الدخل المحدود ذات صلة خاصة بحياتها، حيث نشأت دفورشاك في فقر شديد وتعرضت للاستغلال من قبل أصحاب العمل. في عام 1889، حضرت أول اجتماع عام لحزب العمال الديمقراطي الاجتماعي مع أخيها، وكانت السيدة الوحيدة في الاجتماع.

## العمل السياسي
نشطت دفورشاك في حزب العمال الديمقراطي الاجتماعي، وفي عام 1891 أصبحت أول متحدثة نسائية ومندوبة رسمية للحزب. في نفس العام، انضمت دفورشاك إلى جمعية تعليم النساء العاملات، التي تأسست عام 1890 على يد نساء ناشطات في حركة الديمقراطية الاجتماعية. ألقت أول خطبة لها في اجتماع للجمعية، مستوحاة من متحدث وصف ظروف عمل النساء. نهضت دفورشاك وشاركت تجاربها الخاصة وطالبت بضرورة التعليم للنساء. بعد خطبتها الارتجالية، هتف الجمهور، الذي كان معظمه من الرجال، وطلبوا نسخًا مكتوبة من الخطبة. أصبحت أديلهايد محررة رئيسية لصحيفة النساء الاجتماعية «دي أربايترينزايتونغ» في أكتوبر 1892. في عام 1893، عندما شاركت في المؤتمر الاشتراكي الدولي لعمال العالم، أصبحت معروفة بلقب «وندركيند» وكانت محط إعجاب كبار الاشتراكيين البارزين مثل فيكتور أدلر وأوغست بيبل وفريدريش إنجلز. نظمت أديلهايد أول إضراب لعاملات صناعة الملابس النسائيات في فيينا.
في عام 1894، تزوجت أديلهايد دفورشاك من الأمين العام للحزب، يوليوس بوب. كان بوب ضعيف الصحة وأكبر منها بعشرين عامًا، ولكن يُقال إنهما كانا على علاقة محبة ودعما بعضهما البعض في عملهما. أنجبا ابنين معًا. الابن الأكبر، يوليوس، أعلنت فقده في عمليات الحرب العالمية الأولى في عام 1916، بينما توفي الابن الثاني، فيليكس، نتيجة إصابته بالإنفلونزا في سن الرابعة والعشرين في عام 1924.
في عام 1898، عينت دفورشاك عضوة في لجنة النساء الوطنية.
بالنسبة لحزب الاشتراكيين الديمقراطيين النمساويين، دعت أديلهايد دفورشاك إلى فرض نسبة محددة تقضي بضرورة توفير عدد معين من أصوات النساء خلال عملية اتخاذ القرارات في الحزب. انتقدت النقابيين الذين طالبوا بأن عضوية منظمات النساء يجب أن تقتصر على أعضاء النقابة، عندما لم تسمح النقابات بشكل عام بانضمام نساء إليها، ولأن العديد من النساء كانوا يعملون في قطاع الخدمة المنزلية غير المنضم للنقابات.